# To Be a Lover
To Be a Lover ist die 1986 von Billy Idol als erste Single aus dem Album Whiplash Smile ausgekoppelte Coverversion des Liedes I Forgot to Be Your Lover von William Bell. Es wurde von Bell und Booker T. Jones geschrieben und 1968 erstmals veröffentlicht.

## Originalversion
William Bells Version war im Stil einer Soul-Ballade aufgenommen worden und erreicht im Erscheinungsjahr Platz 45 der Billboard Hot 100. Samples des Songs fanden später u. a. Verwendung in dem Lied Growing Pains von Ludacris.
Der Song wurde zunächst 1971 von Shenley Duffus unter dem eingekürzten Titel To Be a Lover mit Hilfe der Studioband The Upsetters aufgenommen und von Lee Perry als Reggae produziert. Bereits 1974 sang Delroy Wilson auf demselben Riddim eine weitere Version ein unter dem geänderten Titel Have Some Mercy. Im Jahr 1977 erschien auf dem Album To Be a Lover eine von George Faith eingesungene Version, deren Titel To Be a Lover (Have Mercy) beide Namensvarianten aufgreift. Für diese Veröffentlichung hatten Faith und sein Produzent Lee Perry den Song überarbeitet.

## Billy-Idol-Version
Diese Version hörte Billy Idol zum ersten Mal im selben Jahr in einem Londoner Plattenladen, dessen Besitzer ihn darauf aufmerksam gemacht hatte. Für das Album Whiplash Smile zog er die Neuaufnahme des Liedes in einer doppelt so schnellen Version in Erwägung, stellte seinem Produzenten Keith Forsey die Idee vor, der sie aufnahm und sich mit Idol an die Arbeit machte. Der Song erhielt ein Rockabilly-Gewand.
Das Lied wurde am 22. September 1986 als erste Single aus dem Album ausgekoppelt; für die Veröffentlichung auf Maxisingle entstanden zwei verlängerte Remixes, die die Untertitel Mother of Mercy Mix (6:45, Europa und USA) bzw. Rock’n’Roll Mix (7:11) erhielten. Letzterer war von Tom Lord-Alge remixed worden und wurde ausschließlich in Australien veröffentlicht. In Großbritannien wurde die Maxisingle außerdem als limitierte Picture Disc veröffentlicht. Der von Keith Forsey angefertigte Mother of Mercy Mix wurde später für das Kompilationsalbum Vital Idol verwendet.

## Rezeption
Billy Idols To Be a Lover ist die bis heute erfolgreichste Version des Liedes. Es erreichte in den USA Platz 6 der Single-Charts, in Großbritannien Platz 22 und in Deutschland Platz 28.